# Denis Lenoir
Denis Lenoir (Parigi, 27 febbraio 1949) è un direttore della fotografia francese.

## Biografia
Viene cresciuto dalla nonna paterna a rue de la Victoire a Parigi, figlio di genitori separati in casa. Diplomatosi nel 1968, si iscrive alla facoltà di medicina ma passa gran parte del suo tempo alla Cinémathèque française, arrivando a vantare più di 500 film visti nel suo primo anno di università. Leggendo il saggio di Pierre Bourdieu e Luc Boltanski La fotografia. Usi e funzioni sociali di un'arte media, si riconosce nello stereotipo ivi descritto del fotografo come naturale ripiego dello "studente [...] mediocre e pigro [...] d'estrazione borghese" e si iscrive all'École nationale supérieure Louis-Lumière, che forma direttori della fotografia.
Esordisce facendo da assistente operatore a Ricardo Aronovich e Bernard Lutic, per poi decidere di saltare la gavetta e fare direttamente da direttore della fotografia pur sapendo di «non avere occhio» ed «aver completamente sprecato [...] quegli anni [alla Louis-Lumière]». All'età di trent'anni, dopo aver lavorato prevalentemente in film pornografici, inizia a prendere seriamente il suo lavoro e ad appassionarsene, frequentando un corso di sensitometria e uno di storia della pittura all'École du Louvre per migliorare. Il primo film non esplicito che girerà, Il disordine (1986), segna l'inizio di un sodalizio artistico col suo regista Olivier Assayas e della carriera di Lenoir. Nel 1997 si trasferisce a Los Angeles, dividendo il suo lavoro tra Francia e Stati Uniti.
È membro sia dell'Association française des directeurs de la photographie cinématographique (AFC) che dell'American Society of Cinematographers, che nel 2002 lo ha premiato per la fotografia del film televisivo La rivolta.
Nel 2006 è stato invitato a unirsi all'Academy of Motion Picture Arts and Sciences.

## Filmografia

### Cinema
- Sotelo, regia di Raúl Ruiz – cortometraggio (1976)
- Colloque de chiens, regia di Raúl Ruiz – cortometraggio (1977)
- Laissé inachevé à Tokyo, regia di Olivier Assayas – cortometraggio (1982)
- Il disordine (Désordre), regia di Olivier Assayas (1986)
- Tandem, regia di Patrice Leconte (1987)
- La luce del lago (La Lumière du lac), regia di Francesca Comencini (1988)
- L'insolito caso di Mr. Hire (Monsieur Hire), regia di Patrice Leconte (1989)
- Il bambino d'inverno (L'Enfant de l'hiver), regia di Olivier Assayas (1989)
- Le Bal du gouverneur, regia di Marie-France Pisier (1990)
- Daddy Nostalgie, regia di Bertrand Tavernier (1990)
- Contro il destino (Paris s'éveille), regia di Olivier Assayas (1991)
- Dingo, regia di Rolf de Heer (1991)
- Beau fixe, regia di Christian Vincent (1992)
- Drôles d'oiseaux, regia di Peter Kassovitz (1993)
- Une nouvelle vie, regia di Olivier Assayas (1993)
- Decadence, regia di Steven Berkoff (1994)
- Scacco alla regina (La Partie d'échecs), regia di Yves Hanchar (1994)
- La Séparation, regia di Christian Vincent (1994)
- Carrington, regia di Christopher Hampton (1995)
- L'agente segreto (The Secret Agent), regia di Christopher Hampton (1996)
- Clubbed to Death (Lola), regia di Yolande Zauberman (1996)
- Un air si pur..., regia di Yves Angelo (1997)
- Thursday - Giovedì (Thursday), regia di Skip Woods (1998)
- Fin août, début septembre, regia di Olivier Assayas (1998)
- Steal This Movie, regia di Robert Greenwald (2000)
- Il vecchio che leggeva romanzi d'amore (The Old Man Who Read Love Stories), regia di Rolf de Heer (2001)
- Demonlover, regia di Olivier Assayas (2002)
- In ostaggio (The Clearing), regia di Pieter Jan Brugge (2004)
- Control, regia di Tim Hunter (2004)
- Entre ses mains, regia di Anne Fontaine (2005)
- 14e arrondissement, regia di Alexander Payne, episodio di Paris, je t'aime (2006)
- 88 minuti (88 Minutes), regia di Jon Avnet (2007)
- Angel - La vita, il romanzo (Angel), regia di François Ozon (2007)
- Sfida senza regole (Righteous Kill), regia di Jon Avnet (2008)
- The Vintner's Luck, regia di Niki Caro (2009)
- La Belle endormie, regia di Catherine Breillat (2010)
- ...Non ci posso credere (Tous les soleils), regia di Philippe Claudel (2011)
- Una spia al liceo (So Undercover), regia di Tom Vaughan (2012)
- È arrivato nostro figlio (100% cachemire), regia di Valérie Lemercier (2013)
- Avant l'hiver, regia di Philippe Claudel (2013)
- Eden, regia di Mia Hansen-Løve (2014)
- Still Alice, regia di Richard Glatzer e Wash Westmoreland (2014)
- Une enfance, regia di Philippe Claudel (2015)
- Le cose che verranno (L'Avenir), regia di Mia Hansen-Løve (2016)
- Lo stato della mente (Three Christs), regia di Jon Avnet (2017)
- Wasp Network, regia di Olivier Assayas (2019)
- Sull'isola di Bergman (Bergman Island), regia di Mia Hansen-Løve (2021)
- Un beau matin, regia di Mia Hansen-Løve (2022)

### Televisione
- L'eau froide, regia di Olivier Assayas – film TV (1994)
- Da quando te ne sei andato (Since You've Been Gone), regia di David Schwimmer – film TV (1998)
- Meat Loaf: To Hell and Back, regia di Jim McBride – film TV (2000)
- Livin' for Love: The Natalie Cole Story, regia di Robert Townsend – film TV (2000)
- La rivolta (Uprising), regia di Jon Avnet – film TV (2001)
- Boomtown – serie TV, 4 episodi (2002)
- Time Bomb, regia di Stephen Gyllenhaal – film TV (2006)
- Carlos – miniserie TV, 1ª puntata (2010)
- Have a Little Faith, regia di Jon Avnet – film TV (2011)
- Laguna blu - Il risveglio (Blue Lagoon: The Awakening), regia di Mikael Salomon – film TV (2012)
- The Tale, regia di Jennifer Fox – film TV (2018)
- Tell Me Your Secrets – serie TV, episodio 1x01 (2021)
- Irma Vep - La vita imita l'arte (Irma Vep) – miniserie TV, 8 puntate (2022)

## Riconoscimenti
- Premio Emmy
  - 2002 - Candidatura alla migliore fotografia in una miniserie o film per la televisione per La rivolta
- American Society of Cinematographers
  - 2002 - Migliore fotografia in un film TV per La rivolta
- AFI Award
  - 1991 - Candidatura alla migliore fotografia per Dingo
- Camerimage
  - 2002 - Rana di bronzo per Demonlover